# Rambha
Rambha is een stad en “notified area” in het district Ganjam van de Indiase staat Odisha. 

## Demografie
Volgens de Indiase volkstelling van 2001 wonen er 10.715 mensen in Rambha, waarvan 50% mannelijk en 50% vrouwelijk is. De plaats heeft een alfabetiseringsgraad van 56%. 